# Anschlag vor der Synagoge Hamburg 2020
Beim Anschlag vor der Synagoge Hamburg am 4. Oktober 2020, dem Tag des jüdischen Laubhüttenfestes, vor der Synagoge Hohe Weide in Eimsbüttel ein 26-jähriger Student, der eine Kippa trug, von einem Angreifer von hinten mit einem Klappspaten schwer am Kopf verletzt.
Der Täter, ein 29-jähriger Deutscher mit kasachischen Wurzeln, war mit einem Taxi angekommen und hatte nach Angaben der Staatsanwaltschaft das Opfer „gezielt wegen seines jüdischen Aussehens ausgewählt“. Er konnte von Polizei und dem Sicherheitsdienst der Synagoge überwältigt werden. Er war Einzeltäter und ist psychisch gestört. Auf richterliche Anordnung wurde er kurz nach der Tat in einer psychiatrischen Anstalt untergebracht.
Beim Täter wurde nach der Tat ein Zettel mit einem aufgemalten Hakenkreuz in der Tasche gefunden. Die Untersuchungen ergaben, dass dem Beschuldigten aus seinem privaten Umfeld geraten worden sei, „sich gegen die von ihm wahrgenommenen Dämonen und Reptiloiden unter anderem mittels einer solchen Zeichnung zu schützen. Das Hakenkreuz habe in seiner ursprünglichen Bedeutung als Symbol des Lichts und der Sonne Schutz bieten und Glück bringen“ sollen.
Ein psychiatrisches Gutachten ergab, dass der Täter unter einer akuten paranoiden Schizophrenie leidet, begleitet von wahnhaften Verfolgungsängsten, die als Auslöser für die Tat anzusehen seien. Anhaltspunkte für ein antisemitisches Motiv hätten sich nicht ergeben. Die Tat und das Motiv stünden zwar in Beziehung zum jüdischen Glauben, die Beziehung bestünde aber in erster Linie in der Krankheit des Täters. Die Ermittlungen hätten ebenso wenig ergeben, dass der Beschuldigte bereits vor seiner psychiatrischen Erkrankung antisemitisches oder rechtsextremistisches Gedankengut vertreten habe. Die Staatsanwaltschaft wies aber auch darauf hin, dass nicht ausgeschlossen werden könne, dass beim Täter bereits vor der Erkrankung ein antisemitisch-politisches Weltbild vorgelegen haben könnte.
Das Landgericht Hamburg bewertete die Tat in seinem Urteil vom 26. Februar 2021 als versuchten Totschlag und gefährliche Körperverletzung. Der Täter habe die Tat jedoch im Zustand der Schuldunfähigkeit begangen, da er an einem religiösen Wahn leide und psychisch krank sei. Die Strafkammer ordnete die dauerhafte Unterbringung des Beschuldigten in einem psychiatrischen Krankenhaus an.
Die Tat fand wenige Tage vor dem Jahrestag des Anschlages in Halle (Saale) 2019 statt, so dass zunächst eine weitere antisemitische Attacke vermutet wurde. Der Hamburger Landesrabbiner Shlomo Bistritzky fragte am Tag nach der Tat: „Wie kann das noch mal passieren?“ Für den Vorsitzenden der Jüdischen Gemeinde in Hamburg klang die Einschätzung, dass es sich nicht um eine antisemitische Tat gehandelt habe, sehr fernliegend. Das Jüdische Forum für Demokratie und gegen Antisemitismus wies in einer Stellungnahme darauf hin, dass auch die Tat eines psychisch Erkrankten als politisch bewertet werden könne, da solche Angriffe, die sich konkret gegen Juden und jüdische Orte richteten, nicht „aus dem Nichts heraus“ passieren.